# Лакю Андреев
Лакю Андреев е български революционер, крушевски деец на Вътрешната македоно-одринска революционна организация.

## Биография
Андреев е роден в град Крушево, тогава в Османската империя. Влиза във ВМОРО. В началото на 1904 година е избран за член и касиер на крушевския околийски революционен комитет.